# SeeBeyond
SeeBeyond Technology Corporation (früherer Name: STC Software Technology Corporation) war ein US-amerikanisches Softwareunternehmen mit Sitz in Monrovia, Kalifornien (USA). Es wurde 1989 gegründet und beschäftigte zuletzt etwa 800 Mitarbeiter weltweit. SeeBeyond wurde am 28. Juni 2005 von Sun Microsystems für 387 Mio. US-Dollar übernommen.
SeeBeyond entwickelte Softwareprodukte für die Integration von Applikationen und Systemen in Unternehmen (Enterprise Application Integration). Die wichtigsten Produkte waren der Integration Broker e*Gate sowie die SOA-Suite ICAN (Integrated Composite Application Network). Letzteres wurde nach der Übernahme durch Sun Microsystems in JCAPS (Java Composite Application Platform Suite) umbenannt und weiterentwickelt.